# Леттберг, Мария
 Мария Леттберг (швед. Maria Lettberg; род. 28 октября 1970, Рига) — шведская пианистка, проживающая в Берлине.

## Биография и творчество
Мария Леттберг родилась в семье профессора русской литературы. В семь лет Мария начала играть на фортепиано, её необыкновенный музыкальный талант был рано замечен и поддержан. После окончания Санкт-Петербургской консерватории она продолжила учёбу в Королевской высшей музыкальной школе Стокгольма, затем в Блумингтоне (Индианский университет) и в Хельсинки (Академия имени Сибелиуса). Её учителями были Татьяна Загоровская, Андрей Гаврилов, Пауль Бадура-Скода, Менахем Пресслер, Эммануил Красовский, Роланд Пёнтинен и Матти Раекаллио.
Концертный репертуар Марии Леттберг базируется на музыке Брамса, Шумана, Листа, Шопена и Скрябина, а также Дебюсси, Прокофьева, Шнитке и Баха. Помимо этих композиторов, она регулярно исполняет произведения менее известных авторов, в частности, скандинавского и русского происхождения. Эксперты высоко оценили запись фортепианных концертов Зары Левиной, за которую Мария Леттберг номинирована на премию Grammy Awards 2018 в категории «Лучшее классическое инструментальное сольное исполнение».

## Работа над музыкой Александра Скрябина
Мария Леттберг — признанный интерпретатор музыки Александра Скрябина. В 2007 году она записала все его фортепианные произведения на восьми компакт-дисках. Вслед за этим, в 2012 году вышла запись ранних, не пронумерованных опусами фортепианных произведений Александра Скрябина «Opus Posthum», которые были изданы после смерти композитора. На этом же диске записаны композиции сына Скрябина Юлиана.
Эстетические идеи Александра Николаевича Скрябина вдохновили Марию Леттберг на создание двух проектов под условным названием «Мистерия» (в содружестве с Кайсой Салми, Финляндия и Андреей Шмидт, Германия). В обоих концертах синестетическая
концепция была достигнута путём соединения музыкальных и визуальных аспектов, основанных на анализе нотного текста и эстетики фортепианных сонат Скрябина.
В 2008 году Мария Леттберг получила степень доктора музыки в Академии имени Сибелиуса. Тема её докторской диссертации — «Исторический обзор тенденций в интерпретации фортепианной сонаты № 10 Александра Скрябина — сравнительный пианистический анализ».

## Записи
- 2007: Александр Скрябин : Сольные фортепианные произведения, полная запись 8 CD-Box + DVD «Мистерия» — мультимедийный проект" (Deutschlandradio Kultur / Capriccio)
- 2008: Альфред Шнитке : Концерты для фортепиано № 1-3. Ева Купец и Мария Леттберг, Симфонический оркестр Берлинского радио/ Франк Штробель (Deutschlandradio Kultur / Phoenix Edition)
- 2011: Эркки Мелартин : Сольные фортепианные произведения, 2 CD-Set (Deutschlandradio Kultur / Crystal Classics)
- 2011: Альфред Шнитке : Камерный концерт (фортепианный концерт №.2); трио для фортепиано, скрипки и виолончели; квартет для фортепиано, скрипки, альта и виолончели; Симфонический оркестр Берлинского радио / Франк Штробель, Петерсен-квартет (Deutschlandradio Kultur / Crystal Classics)
- 2012: «Opus Posthum»: Александр и Юлиан Скрябин, ранние фортепианные произведения (Deutschlandradio Kultur / Es-Dur Hamburg)
- 2013: «Заколдованный сад»: фортепианные транскрипции произведений Михаила Глинки, Николая Римского-Корсакова и Игоря Стравинского (Deutschlandradio Kultur / Es-Dur Hamburg)
- 2015: «Поэма экстаза»: произведения Александра Скрябина, Оливье Мессиана, Франца Листа, Манфреда Келкеля и Харальда Бантера (Deutschlandradio Kultur / Es-Dur Hamburg)
- 2017: Зара Левина : Концерты для фортепиано № 1-2. Мария Леттберг, Симфонический оркестр Берлинского радио / Ариан Матияк (Deutschlandradio Kultur / Capriccio)
- 2019: Зара Левина. Сольные фортепианные произведения и камерная музыка: фортепианные сонаты; соната для скрипки и фортепиано; поэма для альта и фортепиано; «Канцонетта» для виолончели и фортепиано; «Eврейская рапсодия» для фортепиано в четыре руки. Мария Леттберг, Юрий Ревич, Гернот Адрион, Рингела Римке, Екатерина Чемберджи (Deutschlandradio Kultur / Capriccio)

## Публикации
- Леттберг, Мария: Фортепианное трио Альфреда Шнитке: Изучение и исполнение. The Practice of Practising (Orpheus Research Centre in Music Series), Leuven University Press, 2011[11]
- Леттберг, Мария: Александр Скрябин-пианист. Технические аспекты и эстетические принципы. Finaali, Journal of Musical Performance and Research, Sibelius Akademie, 2004
- Леттберг, Мария: Исторический обзор тенденций в интерпретации фортепианной сонаты № 10 Александра Скрябина — сравнительный пианистический анализ. Sibelius Akatemia, DokMus-tohtorikoulu, EST numero 20, 2012